# 3324 Avsyuk
3324 Avsyuk eller 1983 CW1 är en asteroid i huvudbältet som upptäcktes den 4 februari 1983 av den tjeckiske astronomen Antonín Mrkos vid Kleť-observatoriet i Tjeckien. Den är uppkallad efter ryssen Jurij Avsjuk.
Asteroiden har en diameter på ungefär arton kilometer.